# Jeremía Recoba
Jeremía Recoba, né le 8 octobre 2003 à Côme en Italie, est un footballeur uruguayen qui évolue au poste de milieu offensif à l'UD Las Palmas.

## Biographie

### En club
Né à Côme en Italie, Jeremía Recoba est formé par plusieurs clubs uruguayens, dont le Danubio FC, avant de rejoindre le Club Nacional. Il signe son premier contrat professionnel avec ce club, le 6 septembre 2023, valable jusqu'en décembre 2024, 
Il joue son premier match en professionnel le 29 octobre 2023, lors d'un match de Coupe d'Uruguay contre le Institución Atlética Potencia (en). Il entre en jeu à la place de Diego Zabala (en) et son équipe l'emporte par quatre buts à zéro,.
Recoba fait sa première apparition dans la première division uruguayenne le 16 février 2024 face au CA River Plate. Il entre en jeu à la place de Mauricio Pereyra lors de cette rencontre remportée par son équipe (2-1 score final),,.

### En sélection
Jeremía Recoba est éligible pour jouer pour l'Italie ou l'Uruguay, ayant la double nationalité. Il déclare toutefois très vite son souhait pour jouer pour la sélection uruguayenne.

## Vie privée
Jeremía Recoba est le fils d'Álvaro Recoba, ancien footballeur international uruguayen devenu entraîneur, et de Lorena Perrone.
Jeremía Recoba devait s'appeler Jeremías Recoba, mais il révèle que son père à oublié le "s" au moment de l'inscrire à l'état civile.